# Charles-François Félix
Charles-François Tassy, dit Félix ou Charles-François Félix de Tassy, né vers 1635 à Avignon et mort le 25 mai 1703 à Versailles, est un chirurgien français, connu pour avoir opéré avec succès Louis XIV d'une fistule anale en 1686.

## Famille
Il est le fils de François Félix (+1678) seigneur de Stain, premier chirurgien du roi (1653-1678), et le frère de Henri Félix de Tassy (1641-1711), évêque de Digne puis de Chalon-sur-Saône.

## Biographie

### Carrière
Il devient lui aussi premier chirurgien du roi Louis XIV. Il est célèbre pour avoir opéré Louis XIV d'une fistule anale le 18 novembre 1686. Il s'exerce d'abord sur 75 « fistuleux de Paris » et conçoit pour cette occasion un bistouri « recourbé à la royale », qu'il introduit le long de la fistule à l'aide d'un écarteur. L'opération sans anesthésie, qui dure trois heures, est un succès, ce qui lui vaut de recevoir une décoration royale et lance la mode de la fistule parmi des courtisans qui veulent se faire opérer.
Les Souvenirs apocryphes de la marquise de Créquy rapportent que l'air Seigneur (Dieu), sauve Le Roi a été composé par la duchesse de Brinon à cette occasion puis mis en musique par Jean-Baptiste Lully pour célébrer la réussite de cette opération chirurgicale, l'auteur des Souvenirs prétendant qu'Hændel aurait plagié cet air pour orchestrer God Save the Queen.
Il reçoit ses lettres de noblesse en 1690.

### Vie privée
Il épouse Marguerite Brochant. De leur union naît Charles-Louis Félix de Tassy, qui lui succède comme premier chirurgien du roi Louis XIV et contrôleur de la maison du roi avant d'épouser en 1699 Anne Le Tessier de Montarsy, fille d'un orfèvre du roi.